# Gaál Sándor (hadnagy)
Gaál Sándor (angolul: Alexander Gaál) (Magyarország, 1831. – New Orleans, Louisiana, USA, 1912. február 29.) magyar honvédhadnagy; harcolt az itáliai magyar légióban[forrás?] és az amerikai polgárháborúban az unionisták oldalán.

## Életútja
A Gyulai Gaál családból származott, rokona volt Gyulai Gaál Miklós honvédtábornoknak.
Tizedesként szolgált a császári hadseregben, onnan dezertált, s hadnagyi beosztásban harcolt az 1848-49-es magyar szabadságharcban, súlyosan meg is sebesült. A világosi fegyverletétel után török földre menekült, majd elhitették vele, ha hazatér, nem esik bántódása, s haza is tért, elfogták, kényszersorozással az osztrák seregbe szervezték be közlegénynek. Innen sikerült a lengyel forradalmárokhoz csatlakoznia 1863-ban, de orosz fogságba került. Az oroszok kiadták őt az osztrákoknak, de mivel már az osztrákok békülni akartak a magyarokkal, nem bántották Gaál Sándort, elengedték azzal a feltétellel, ha külföldre távozik.
Gaál 1864-ben megérkezett Amerikába, itt éppen még dúlt a polgárháború, Gaál 1864 október 10-én beállt harcolni az unionisták oldalán a Floridai 1. számú lovasezredbe, de nagyon hamar megsebesült, így azután sebesülése és angol nyelvtudásának hiánya miatt kilépett a seregből. Rövid szolgálatának idejét Ruttkay Albert Bélával, Mészáros Imrével és Rombauer Rolanddal töltötte egy ezredben.
Gaál Sándor 1870-ben New Orleansban telepedett le, ott sorsjegyügynök lett, amerikai nőt vett feleségül. A Mississippi torkolatában, a Beriteria szigeten kis házat épített, esténként ott pipázott, és halkan dúdolta a magyar dalokat. 1912-ben kiesett a pipa a szájából, és elhunyt, a louisianai Chalmette Nemzeti temetőben helyezték örök nyugalomra.
Fecso Imre, a clevelandi (Ohio) Magyar Napilap tulajdonosa 1904-ben interjút készített a New Orleansban élő Botsay Sándorral, Gaál Sándorral és Grossinger Károllyal. Mindhárman részt vettek a magyar szabadságharcban és az amerikai polgárháborúban, Botsay, Gaál levelezett Kossuth Lajossal, Klapka Györggyel és más volt magyar szabadságharcosokkal, de még haláluk előtt mindent elégettek, hogy semmi ne maradjon utánuk.